# UDAS
UDAS (Abkürzung für UAO – DLR Asteroid Suvey, wobei UAO für Uppsala Astronomical Observatory und DLR für Deutsches Zentrum für Luft- und Raumfahrt steht) ist die Bezeichnung für ein Asteroiden-Suchprogramm, das seit 1999 vom Uppsala Astronomical Observatory in Kooperation mit dem Institut für Planetenforschung des DLR betrieben wird. Mit Hilfe eines 50 Kilometer südlich von Uppsala im Observatorium Kvistaberg stationierten 1-m-Schmidt-Teleskopes wurden bisher (Stand: Anfang 2005) rund 350 Asteroiden (darunter auch ein erdnahes Objekt) entdeckt.
UDAS ist (neben ADAS) ein Nachfolgeprogramm der ODAS-Himmelsüberwachung, die 1999 aufgrund von Mittelkürzungen eingestellt werden musste.